# Şanlıyurt, Altıntaş
Şanlıyurt là một xã thuộc huyện Altıntaş, tỉnh Kütahya, Thổ Nhĩ Kỳ. Dân số thời điểm năm 2008 là 65 người.